# Marian Borzyszkowski
Marian Borzyszkowski (ur. 31 sierpnia 1936 w Zblewie, zm. 21 września 2001 w Olsztynie) – polski duchowny katolicki, profesor teologii, autor licznych publikacji z zakresu historii Warmii, metafizyki, filozofii i teologii.

## Życiorys
Urodził się 31 sierpnia 1936 w rodzinie organisty Izydora Szada-Borzyszkowskiego i Jadwigi z domu Szarmach. Ochrzczony został 6 września. W czasie wojny przebywał u dziadków, gdyż jego ojciec został wywieziony na roboty przymusowe do Niemiec. Pierwsze diw klasy szkoły ukończył w języku niemieckim, kolejne już w języku polskim.
W 1953 uzyskał maturę w Liceum Ogólnokształcącym w Starogardzie Gdańskim i w tym samym roku wstąpił do Warmińskiego Seminarium Duchownego „Hosianum”. W 1958 roku ukończył studia filozofii i teologii. Święceń kapłańskich nie mógł jednak otrzymać z powodu zbyt młodego wieku. Dlatego został wysłany na dalsze studia z zakresu filozofii na Katolickim Uniwersytecie Lubelskim. Święcenia kapłańskie otrzymał 24 maja 1959 roku z rąk biskupa warmińskiego Tomasza Wilczyńskiego (z dyspensą braku odpowiedniego wieku). 20 czerwca 1961 uzyskał na Katolickim Uniwersytecie Lubelskim tytuł naukowy magistra filozofii teoretycznej. 13 kwietnia 1967 roku na podstawie rozprawy Metafizyczne podstawy ogólnej teorii przyczynowości u Franciszka Suareza na tej samej uczelni uzyskał stopień doktora filozofii. 13 marca 1972 przedłożył kolejną rozprawę i odbył kolokwium habilitacyjne pt. Problematyka filozoficzna i teologiczna w twórczości Jana z Kwidzyna 1343-1417. Na tej podstawie na Wydziale Teologii Akademii Teologii Katolickiej w Warszawie uzyskał stopień doktora habilitowanego nauk teologicznych w zakresie doktryn średniowiecznych. 8 maja 1987 roku na Wydziale Teologicznym Papieskiej Akademii Teologicznej w Krakowie uzyskał tytuł profesora nadzwyczajnego. W 1996 rozpoczął w Papieskiej Akademii Teologicznej w Krakowie przewód do nadania tytułu profesora zwyczajnego. Tytuł ten uzyskał 11 stycznia 2000 roku na Wydziale Teologii Uniwersytetu Warmińsko-Mazurskiego w Olsztynie.